# 巫金峰
巫金峰（1914年—1994年），男，江西南康人，中华人民共和国军事人物，中国人民解放军少将，曾任辽宁省军区副司令员、顾问。